# Andrea Palladio

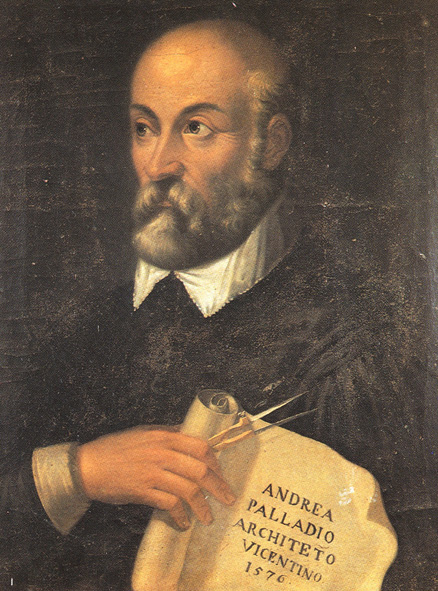
Andrea Palladio

Andrea di Pietro della Gondola, numit Palladio (n. 30 noiembrie 1508, Padova – d. 19 august 1580, Vicenza) a fost unul din cei mai însemnați arhitecți ai renașterii în Italia de Nord, în secolul al XVI-lea.
De o importanță ieșită din comun sunt vilele proiectate și realizate de el în regiunea Veneto, înscrise în anul 1996 pe lista patrimoniului cultural mondial UNESCO. 
Lista vilelor proiectate de Andrea Palladio (regiunea Veneto):
- Villa Valmarana (construită între anii 1542 - 1560)
- Villa Foscari (numită și vila „La Malcontenta“) (construită între anii 1560 - 1565)
- Villa Piovene (construită între anii 1539 - 1587)
- Villa Pisani din Montagnana (construită în 1569)
- Villa Barbaro din Maser (construită între anii 1580 - 1584)
- Villa Almerico Capra (numită și vila “La Rotonda”) din Vicenza (construită în 1566)
- Villa Cornaro din Piombino Dese (construită în anii 1552; 1569; 1588)

## Galerie

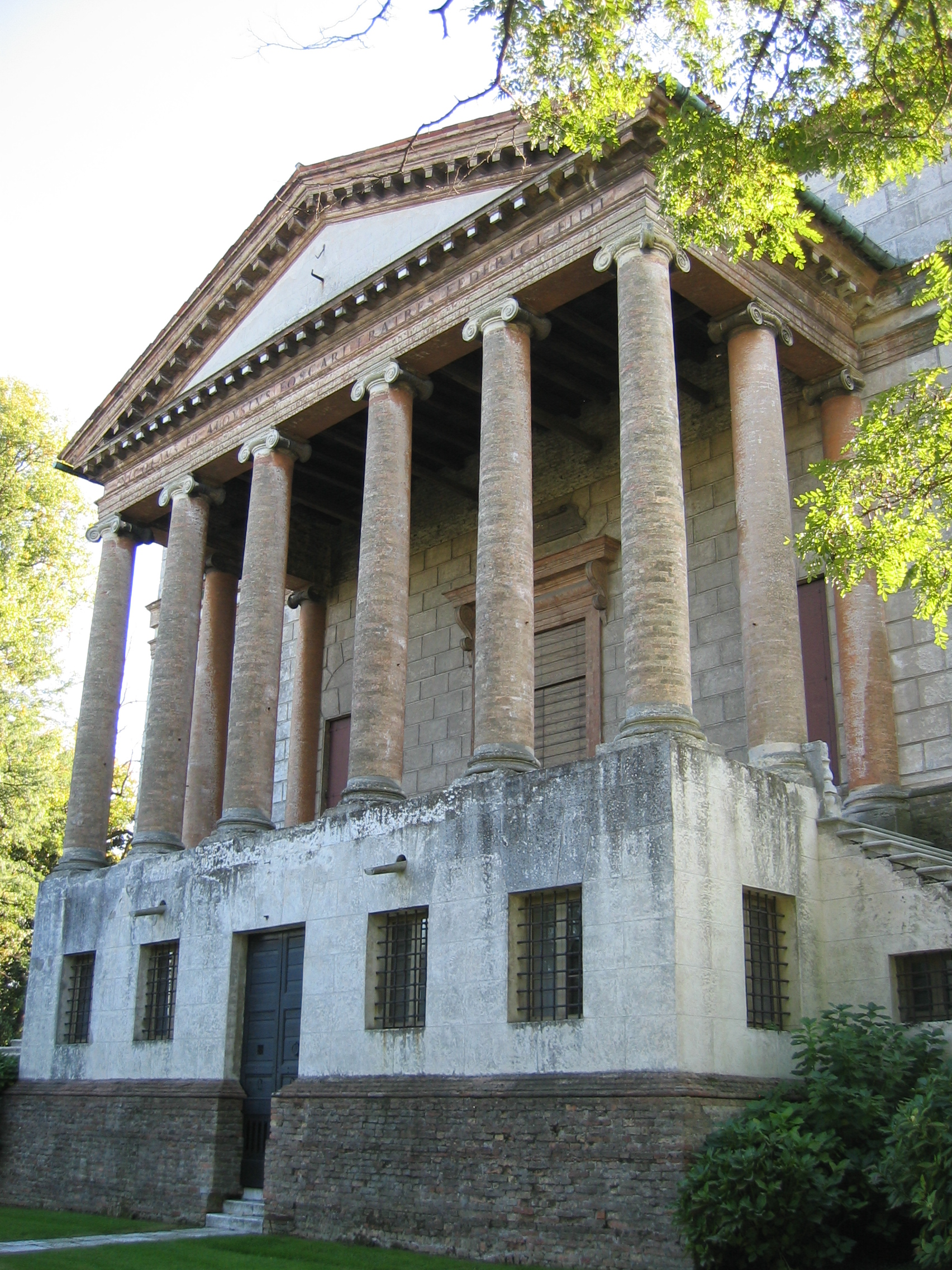
Villa Foscari detta, La Malcontenta, Mira
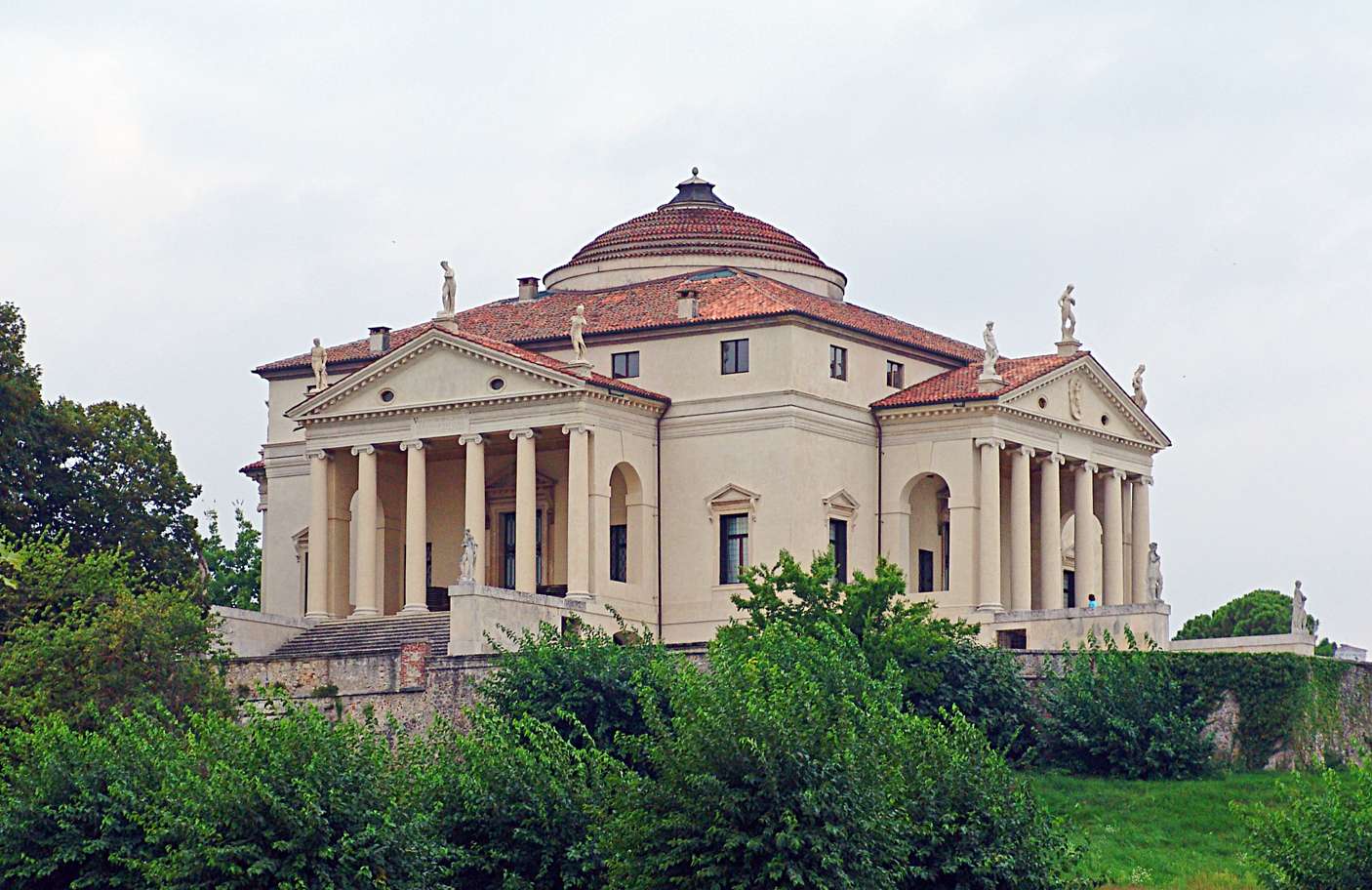
Villa Almerico Capra, Vicenza
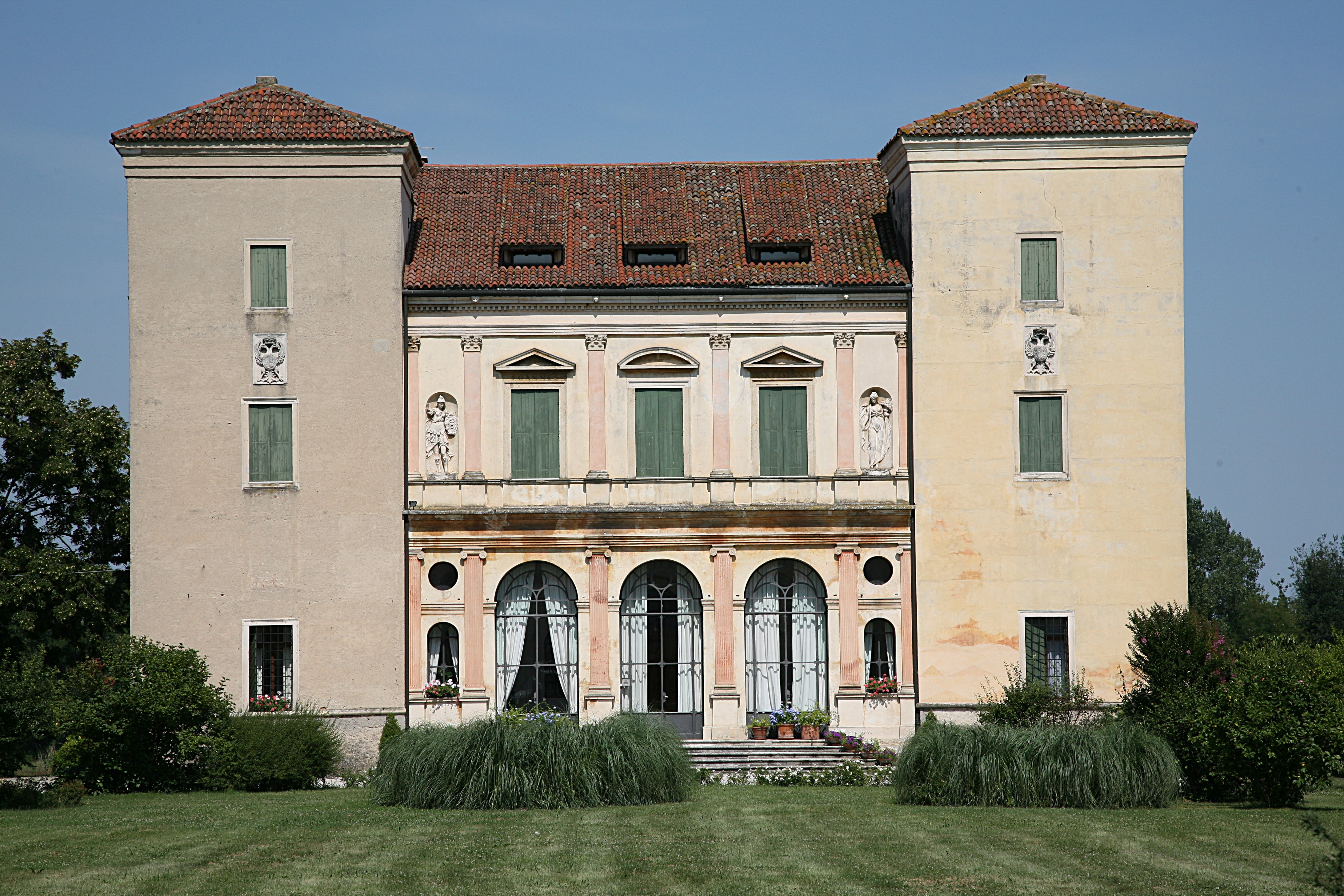
Villa Trissino (Cricoli)
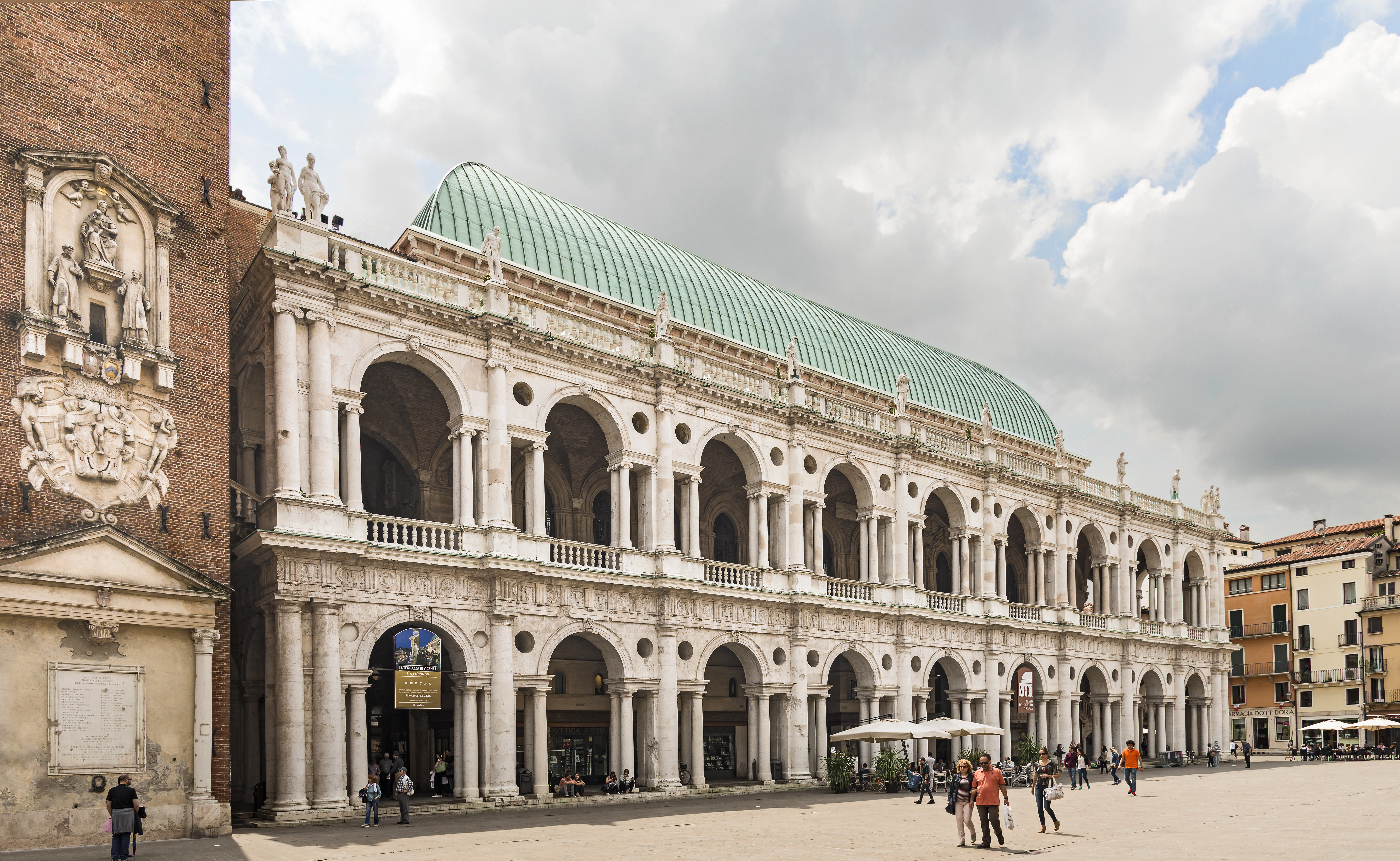
Basilica Palladiana, Vicenza
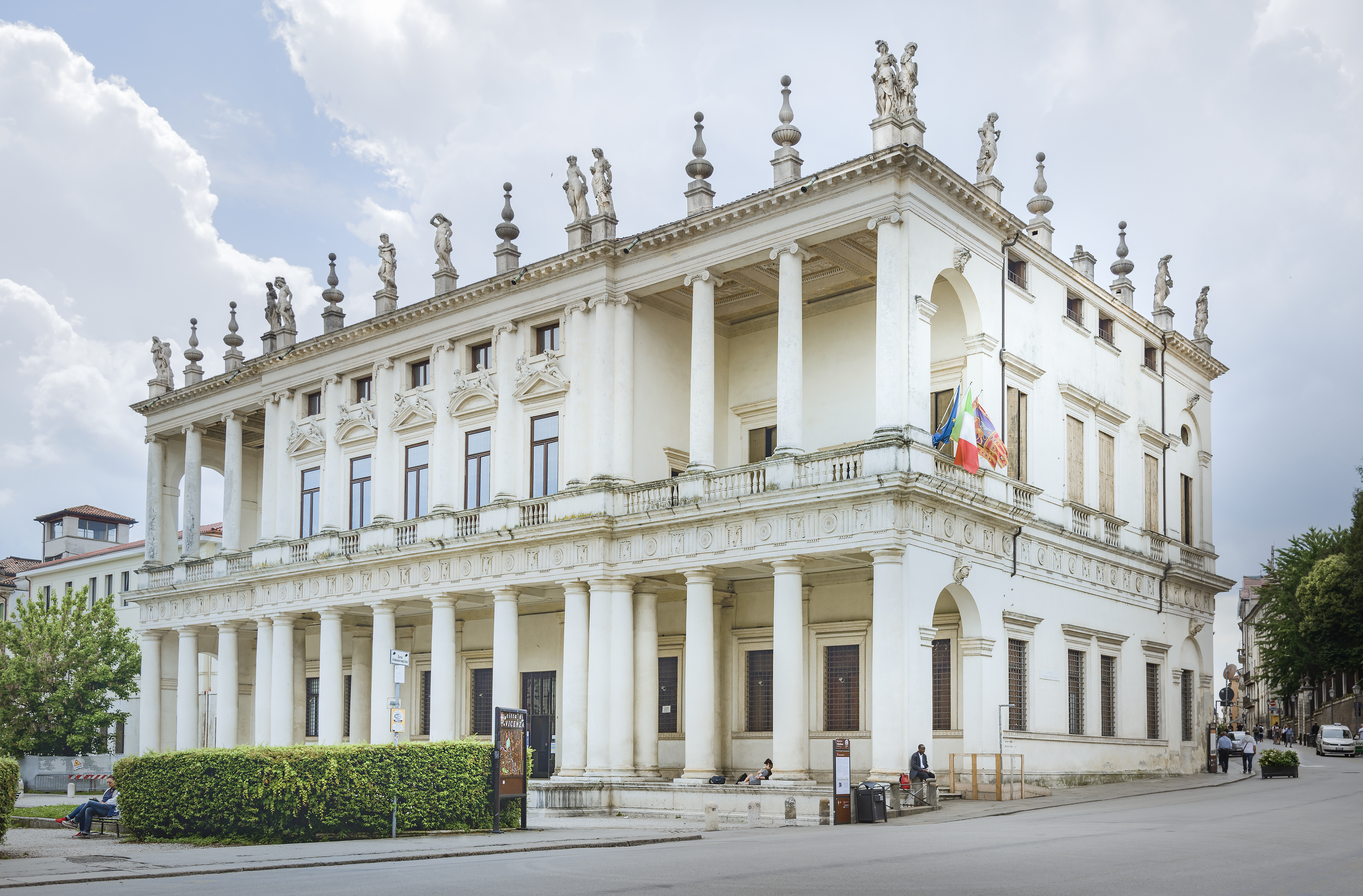
Palazzo Chiericati, Vicenza
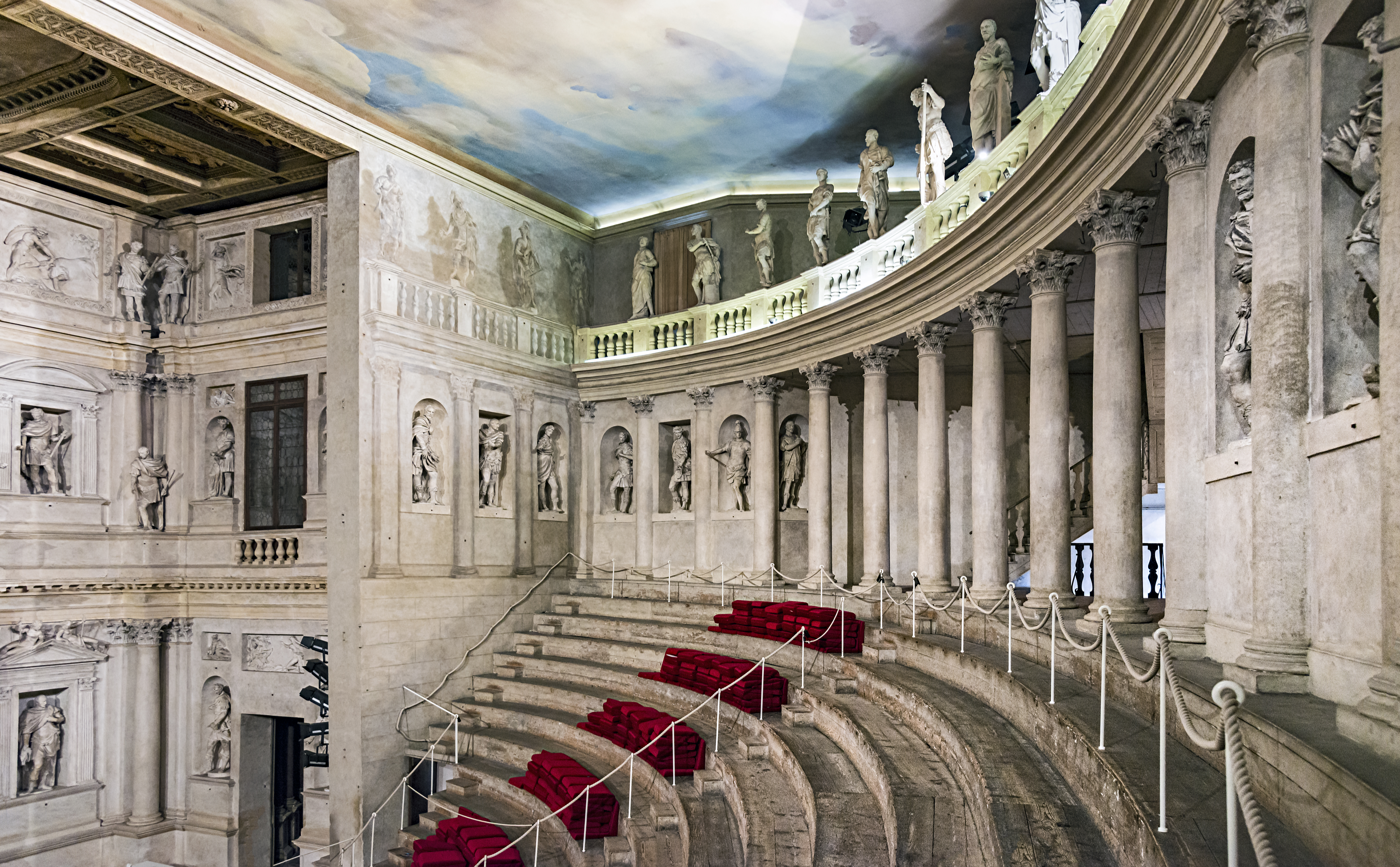
Teatro Olimpico
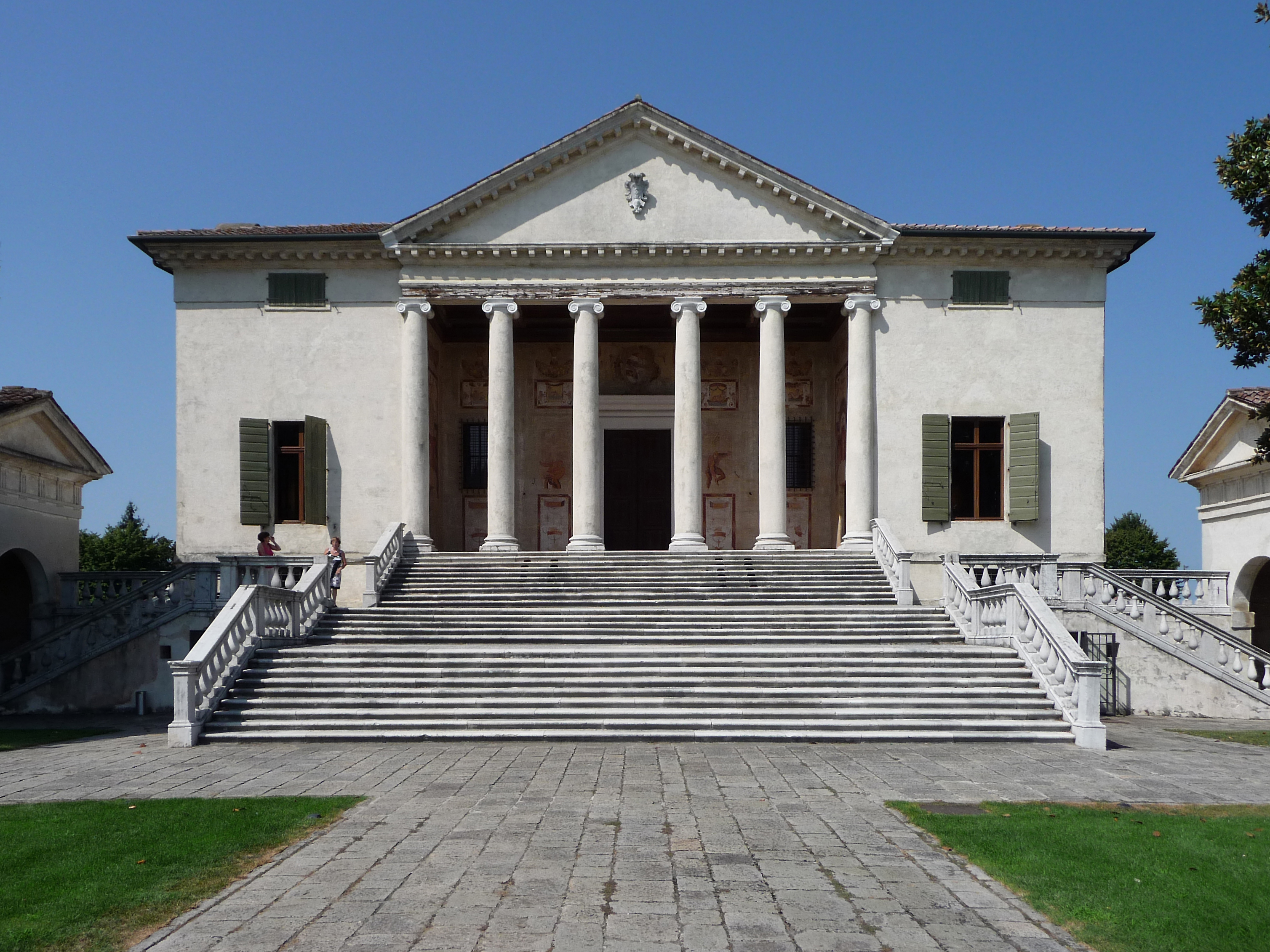
Villa Badoer, Fratta Polesine
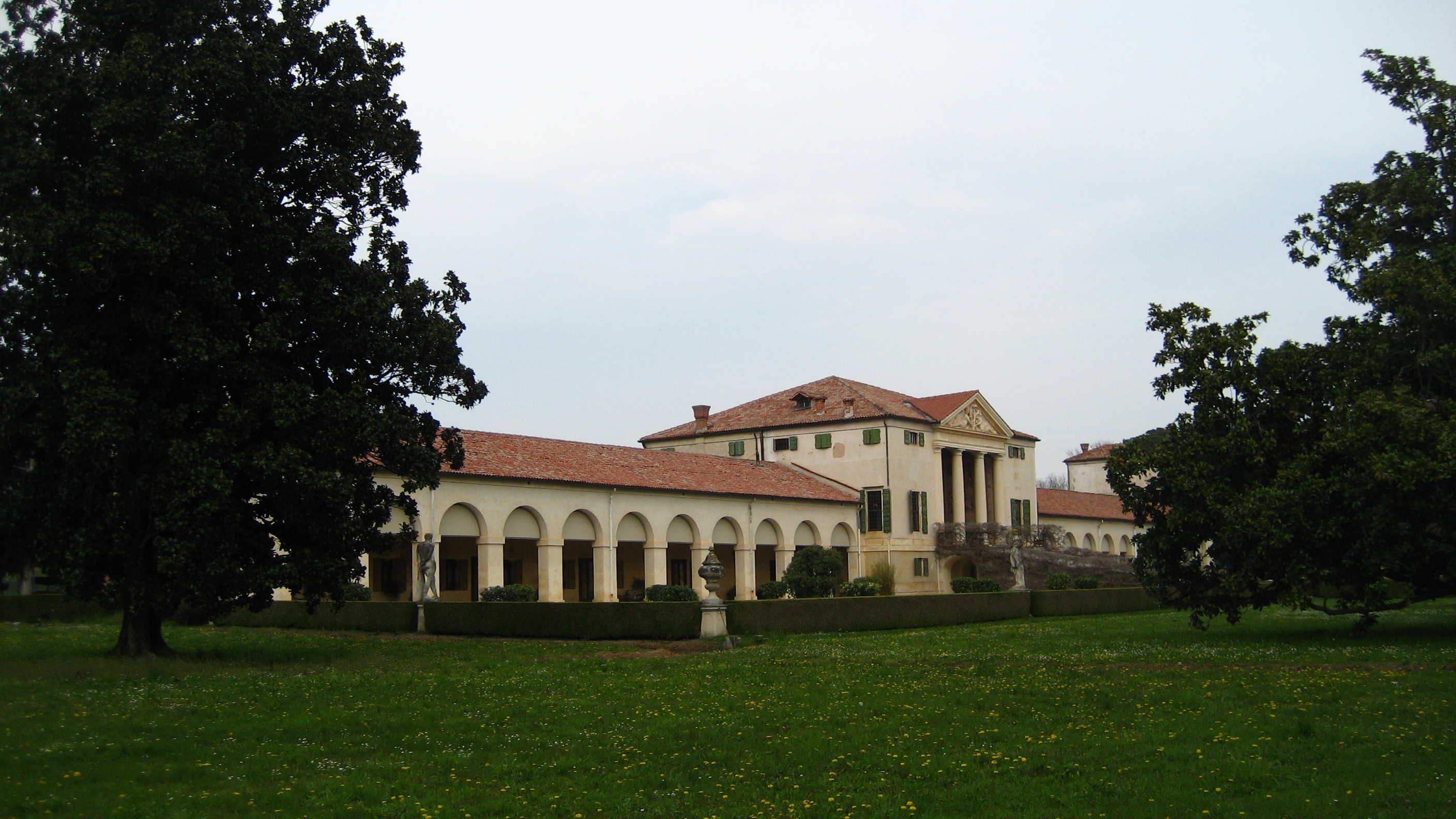
Villa Emo, Vedelago
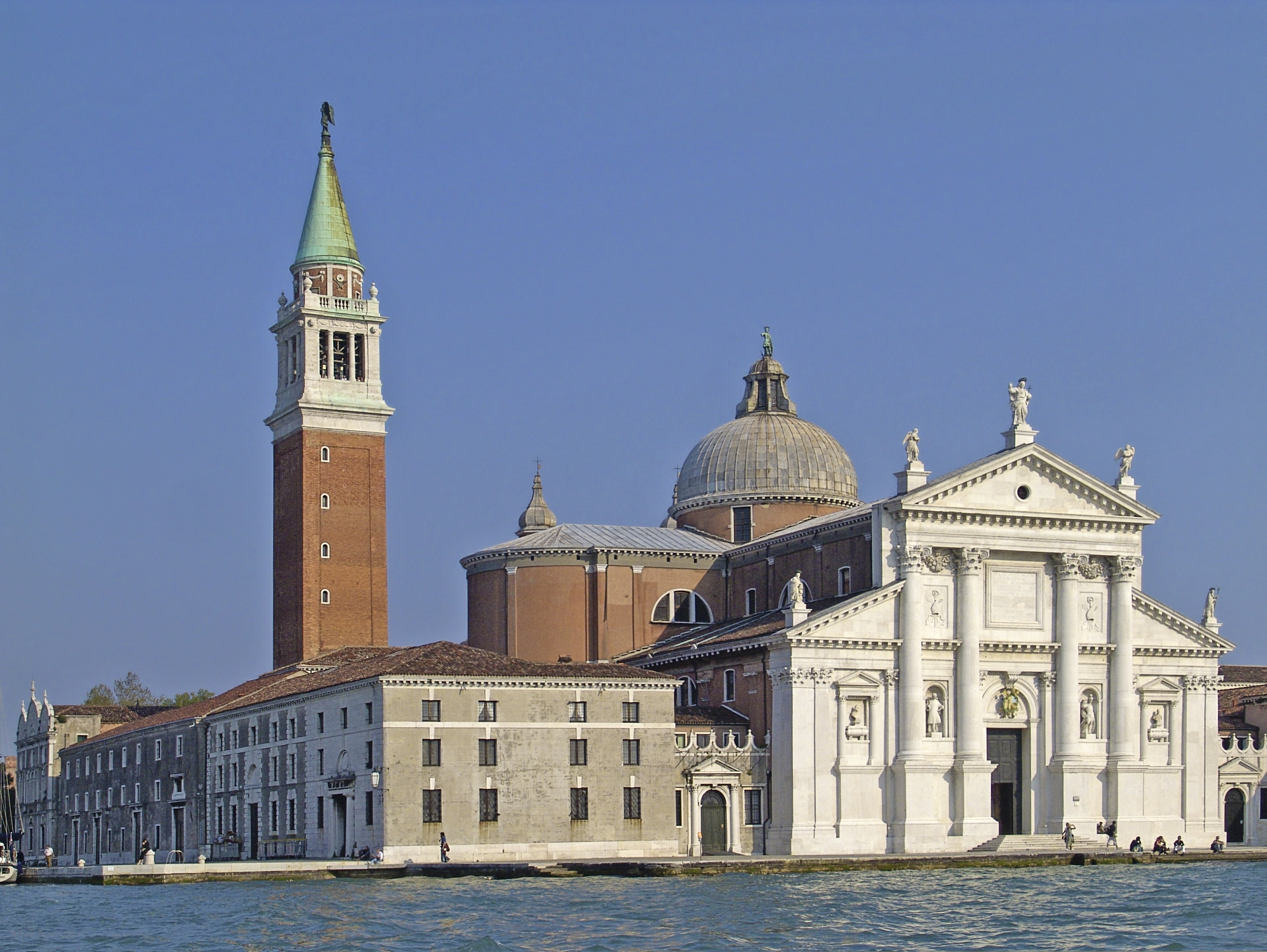
Bazilica San Giorgio Maggiore, Veneția
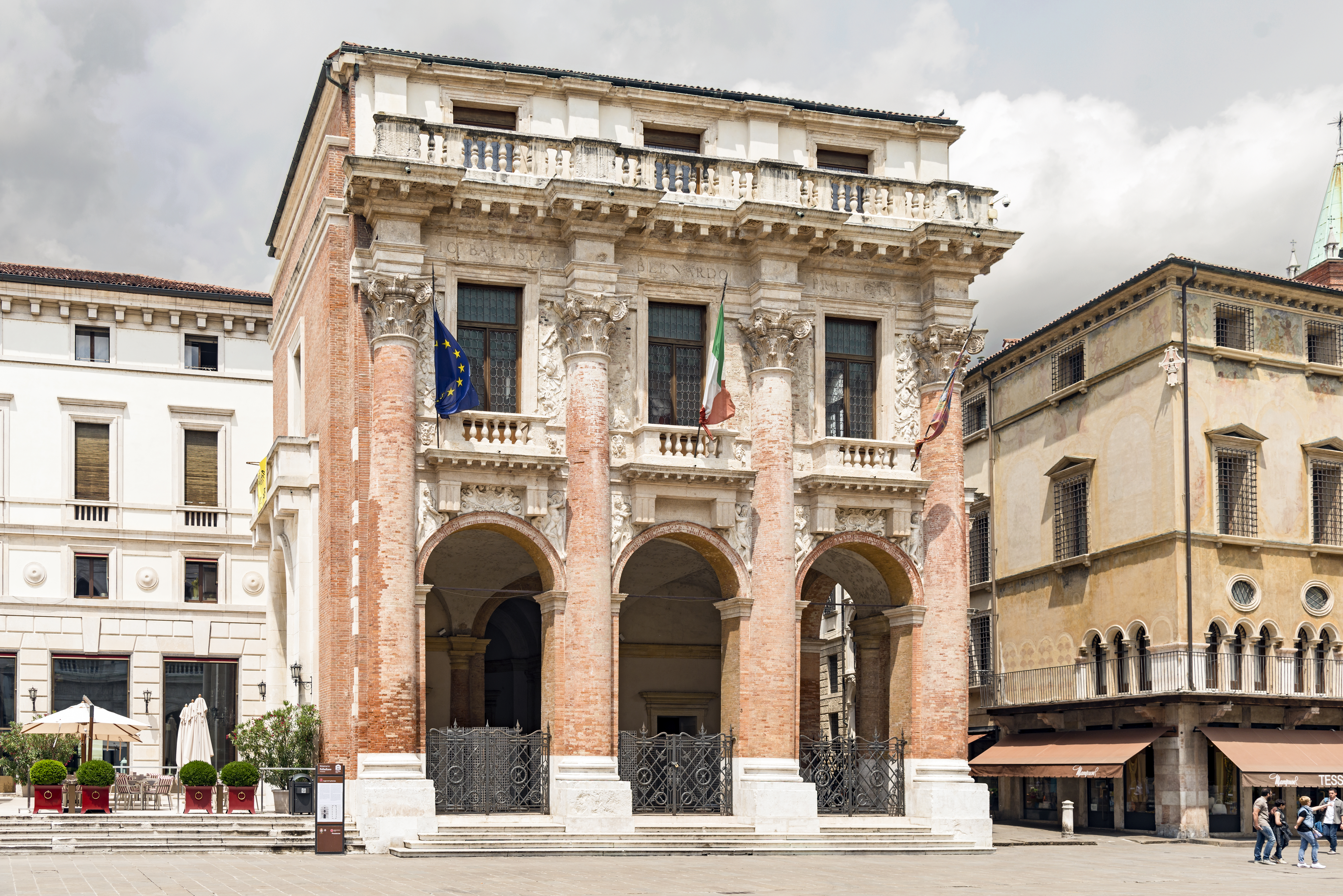
Palazzo del Capianiato, Vicenza